# Freihandaufstellung

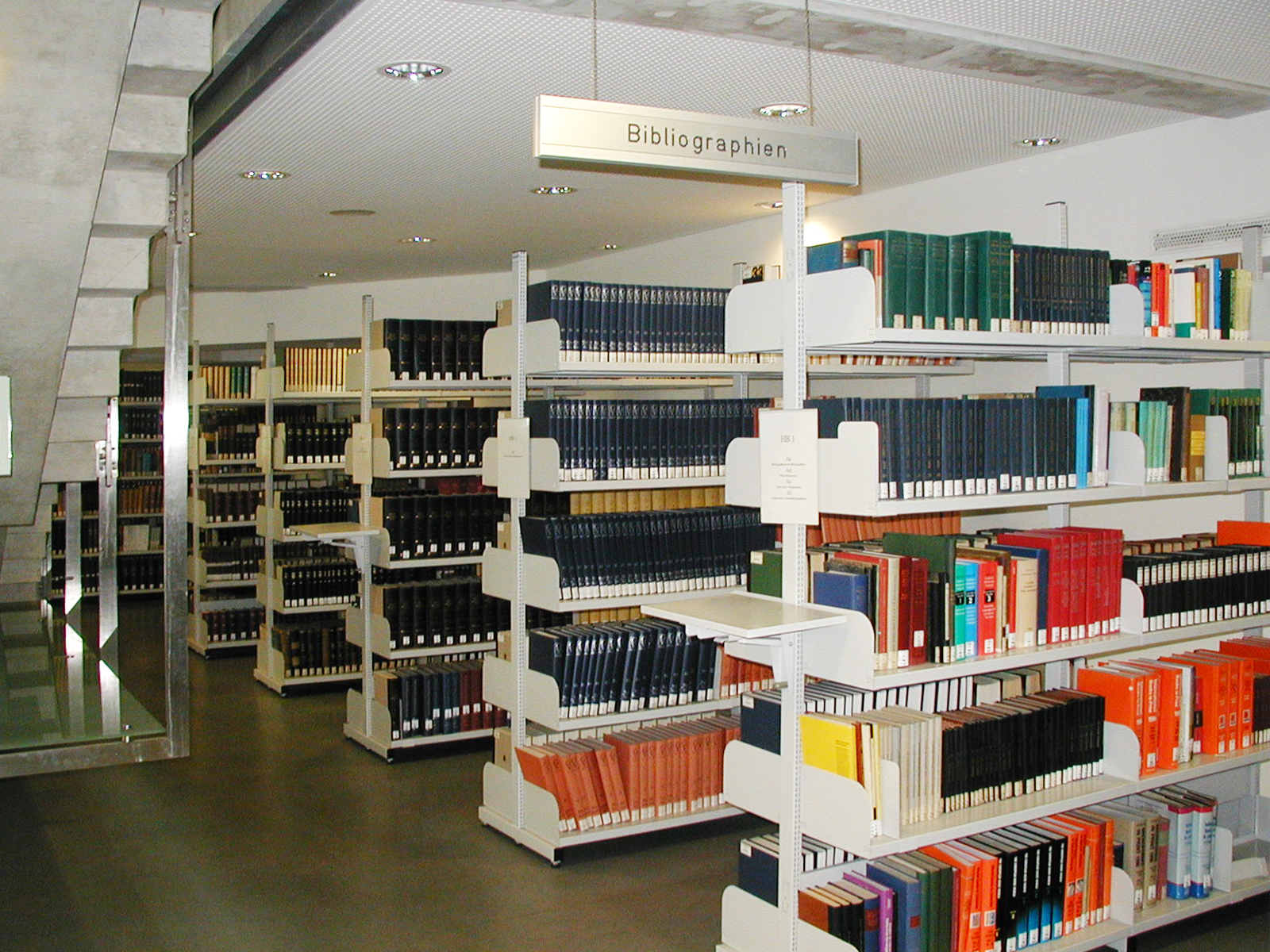
Bibliographien in Freihandaufstellung in der Universitätsbibliothek Graz

Eine Freihandaufstellung ist eine für die Benutzer einer Bibliothek frei zugängliche Aufstellung von Medien. Im Gegensatz dazu sind die Medien in einer Magazinaufstellung (etwa in einer Magazinbibliothek) nur für die Bibliotheksmitarbeiter zugänglich, müssen vom Benutzer also eigens bestellt werden. Eine Ausnahme bilden für Benutzer ebenfalls zugängliche Freihandmagazine.

## Freihandbereiche und Freihandbibliotheken
Einige Bibliotheken haben ausschließlich frei aufgestellte Medien, man spricht dann von Freihandbibliotheken. Relativ groß sind Freihandbereiche in öffentlichen Bibliotheken, während wissenschaftliche Bibliotheken oft große Mengen an selten benutzter Literatur in Magazinen verwahren. Zumindest Nachschlagewerke können in fast jeder Bibliothek in einer Freihandaufstellung durchgesehen und benutzt werden, eher selten sind Bibliotheken, die ausschließlich über unzugängliche Magazinbestände verfügen. Die Aufstellung im Freihandbereich erfolgt in der Regel nach einer Bibliotheksklassifikation. Neben der Häufigkeit der Benutzung kann auch der Wert oder die Seltenheit eines Buches entscheidendes Kriterium für eine Aufstellung im Magazin sein, hier sind Sicherheitsaspekte und konservatorische Gründe ausschlaggebend.
Grundsätzlich ist mit der Einordnung als Freihandaufstellung oder Freihandbestand noch keine Aussage darüber gemacht, ob die Bücher zur Ausleihe zur Verfügung stehen (also über einen Bibliotheksausweis ausgebucht und mitgenommen werden können), oder ob sie Präsenzbestand sind (also nur während der Öffnungszeit in der Bibliothek eingesehen werden können).

## Geschichte
Bibliotheken mit Freihandaufstellung gab es in Amerika und England. 1910 wurde durch Initiative des Bibliothekars Otto Plate, der in USA entsprechende Erfahrungen gesammelt hatte, eine Freihandbibliothek in Hamburg eröffnet, sie war bis 1916 die einzige in Deutschland. Da dabei eine Ausleihe „am Bibliothekar vorbei“ stattfinden konnte, waren Bibliothekare um Missbrauch und Diebstahl besorgt. Bennata Otten stellte sich damals die Frage, ob „das Volk reif genug“ sei, die „Freihand“ zu benutzen. In dieser Hinsicht war sie zuversichtlich, sie war überzeugt, dass der Leser zum richtigen Umgang mit der Freihand und verantwortlichen Gebrauch der Bücher erzogen werden könne – man müsse ihm nur vertrauen.

„Freihand in der öffentlichen Volksbibliothek ist ein wesentlicher Teil der Volkserziehung. [...] Die Bibliothek erstrebt die Hebung der Bildung und der Moral durch das Lesen, nicht das wahllose Viellesen.“

Im sogenannten „Richtungsstreit“ unter den Bibliothekaren seit den 1910er Jahren standen sich die Bücherhallenbewegung einerseits und das Leitbild einer erzieherischen Volksbücherei der Neuen Richtung andererseits gegenüber, für die sich unter anderem Walter Hofmann einsetzte. Er plädierte anstelle einer Freihandaufstellung für eine intensive Beratung des Lesers durch den Bibliothekar in erzieherischer Absicht.
Dass sich Bibliotheken seit den 1970er Jahren mehr und mehr für die Freihandaufstellung entschieden, war nicht zuletzt dem Einsatz von Franz Kroller, dem Vorsitzenden der Section for Library Building and Equipment der International Federation of Library Associations and Institutions (IFLA) und Präsidenten der Ligue des Bibliothèques Européennes de Recherche (LIBER), zu verdanken.